# 周成州
周成州（しゅう せいしゅう、1982年12月28日 - ）は、中国の写真家であり映画監督である。
人々の心理的・精神的な幸福に長年関心を持ち、スピリチュアリティと精神疾患に焦点を当てた研究と実践を行っている。
周承舟の芸術論も同様に、産業、都市化、疎外という概念を中心に展開されている。アーティスト、映画監督、作家としての周の作品は、人、場所、そして「より広範で均質化された文化」の間の疎外感を表現している。

## 初期の人生
1982年12月、湖南省常徳市に生まれる。
7歳のとき、父親からフィルムカメラの使い方を教わり、より鮮明な写真を撮るようになったのがきっかけで、写真への愛が芽生えた。当時は遊びでやっていただけで、写真で仕事をするつもりはなかった。
2005年に北京大学で中国語と中国文学の学位を取得した後、彼は数年間靴の開発に費やした。しかし、この時期に、オンライン上で靴を宣伝するために20万枚以上の画像を撮影したことで、写真への愛が再燃したのです。これにより、彼の写真能力は高まった。
2015年、彼はより写真に関心を移し、テレビ番組の撮影現場への参加や2016年のパリ・ファッションウィークでの撮影など、さまざまな経験を通して技術を磨いた。その後、正式にフォトグラファーとなり、巨大なエンジニアリングプロジェクトや高速鉄道のインフラをドローンを使って撮影するなど、レンズ越しのキャリアをスタートさせた。経験を重ねるにつれ、従来の写真の概念から脱却し、自分のスタイルを確立することを目指した。

## バイオグラフィー
主に精神的な意識に関連する作品の制作と研究に力を注いでいる。工業化、都市化、疎外感などをテーマに、人間と普遍的な文化とのギャップを強調する作品を制作している。

## 賞と栄誉
- Lensculture サマーオープンアワード 2022、受賞者[7][8]
- Silvana S. ファウンデーション・コミッション賞 2022、ショートリスト
- 1x フォトアワード 2017/18 優勝[9]
- エステティカ アート プライズ 2019 および 2023、ファイナリスト[10]
- ナショナル ジオグラフィック賞 2019 のフォトフェスト、受賞者
- Lensculture アート写真賞 2018、ファイナリスト[11]
- 第5回FAPA賞 ファイナリスト[12]

## 映画製作のキャリア
2020年に公開された第1作『Sub-subconscious』は、13 festival del cinema patologico ,で最優秀観客賞長編映画賞を受賞し、LA Underground Film Forumで審査員賞を受賞, Adirondack Film Festival,[13] and Jelly Film Festivalでノミネートを果たす。
2021年、2作目『Unreflex Land』を完成させる。
2022年、初の長編映画『Time provider』を完成させる。
| 年   | タイトル         | 監督 | ライター |
| ---- | ---------------- | ---- | -------- |
| 2020 | Sub-subconscious | Yes  | Yes      |
| 2021 | Unreflex Land    | Yes  | Yes      |
| 2022 | Time provider    | Yes  | Yes      |
| 2022 | Times paradise   | Yes  | Yes      |
| 2022 | Brick hauling    | Yes  | Yes      |
| 2023 | Irises bloom     | Yes  | Yes      |

## 展示会
LensCulture 展示会 - 展示会 おいて サマセットハウス, Photo London 2023
Times paradise - Aesthetica Art Prize 2023 での展示 York Art Gallery, 2023
Times paradise - 798 アート ゾーン、IDEAL GAS、2023
Where did the trash go? - での展示 Today Art Museum, 2020
Beyond Boundaries - LensCulture での展示 Aperture Gallery 2019
Under the Consciousness - Aesthetica アートプライズ 2019 での展示 York Art Gallery, 2019
A Planet In Balance - Photofest とNational Geographic スポンサーギャラリー 2019
Multidimensional nature - Pingyao 国際写真祭, 2017

## 出版物
- VISION 雑誌 スプリング 2023 文化 - 彷徨いながら、遊びながら[26]
- Future Now, 2023[27]
- X, 1X, 2018 ISBN 9789-1979-1847-3[28]
- Future Now, 2019 [29]
- 下品な生活と優雅な詠唱、中国風のモンドリアン, P232-233, 2015, ISBN 978-7-115-41109-9[30]